# Voljsk
Voljsk (ruski: Вольск) je grad u Saratovskoj oblasti u Rusiji. Nalazi se na desnoj obali rijeke Volge, 147 km sjeveroistočno od Saratova.
Broj stanovnika: 69.200 (2001.)
Osnovan je 1690. godine, na mjestu gdje se rijeka Maljikovka ulijeva u Volgu i postojao je kao sloboda Maljikovskaja.  Gradski status je stekao 1780. godine, postavši okružni ("ujezdni") grad Volgsk. Ime se kasnije promijenilo u Voljsk.
Od gospodarstva, važne su cementare, pilane...